# Bart De Roover
Pour les articles homonymes, voir De Roover.
Bart De Roover est un footballeur international et entraîneur belge, né le 21 août 1967 à Rijkevorsel (Flandre).
Il a été défenseur du KSC Lokeren, KAA La Gantoise, K Lierse SK et de NAC Breda. Il joue cinq matches en équipe nationale en 1997.
À partir de 1999, ayant raccroché les crampons, il entreprend une carrière d'entraîneur.

## Palmarès
- Champion de Belgique en 1997 avec le K Lierse SK